# 澳門巴士10X路線
澳門巴士10X路線是已取消的路線，由澳巴經營，往返青洲坊和亞馬喇前地。

## 簡介及歷史
- 本線在澳巴時期稱為10短線，插牌顯示10X短線。

- 2009年4月27日，配合交通事務局實施第二階段巴士路線調整，本線開設，由澳巴營運，服務時間為星期一至六07:30-09:00，班距約20分鐘，星期日及公眾假期停駛。[1]

- 2011年2月26日，受渠網改善工程影響，臨時停用「羅理基／水塘」及「羅理基／馬六甲街」站，後永久取消停靠。

- 2011年8月1日，本線改由維澳蓮運經營，並調整班距為10分鐘。

- 2011年8月1日至27日，維澳蓮運因人手不足，暫停營運本線。[2]

- 2014年7月1日，本線改由新時代經營。

- 2016年9月4月，暫不停靠「看台街／騎士馬路」站、「關閘馬路」站及「關閘馬路／三角花園」站，臨時停靠在祐漢新村第一街近吉祥樓增設的「吉祥樓」臨時站。[3]

- 2016年9月30日，相關措施改為永久實施，「吉祥樓」臨時站更名為「祐漢第一街」。[4]

- 2017年4月10日，本線由星期日及公眾假期停駛，調整為星期日及強制性假期停駛。[5]

- 2017年8月23日，颱風天鴿襲澳，關閘總站受到嚴重風暴潮破壞，本線總站改為「祐漢第一街」。

- 2018年8月1日，本線回復由澳巴經營。

- 2019年7月27日，“旅遊活動中心”站改名為“金蓮花廣場”。

- 2020年2月5日，因應COVID-19疫情持續，本線暫停營運。[6]

- 2020年3月2日，因應社會陸續恢復營運，本線恢復營運，以疏導尖峰時段客流。[7]

- 2020年7月10日至8月31日，本線暫停營運。[8]

- 2020年9月1日，為配合澳門非高等教育開學，本線恢復營運。

- 2020年12月底至2021年初，受慕拉士大馬路下水道工程影響，暫不停靠「慕拉士／飛通大廈」站。

- 2021年1月4日，增加回程及下午服務時間，並改為循環線，總站改於「牧場街總站」。[9]

- 2021年11月27日起，“慕拉士馬路／望廈”更名為“慕拉士馬路／望善樓”。[10]

- 2022年2月26日起，本線總站由「牧場街總站」調整至「青洲坊總站」。[11]

- 2022年3月5日至9月20日，因高美士街管線工程關係，暫不停靠「回力」站。[12][13]

- 2022年5月28日起，「理工學院」更名為「澳門理工大學」；「廈門街／理工」更名為「廈門街／澳門理工大學」。[14]

- 2022年6月23日至12月31日，因應羅理基博士大馬路行人天橋優化工程，暫不停靠“治安警察局”。[15]

- 2022年6月25日至27日，因應高美士街鋪路工程，暫不停靠“金蓮花廣場”、“廈門街／澳門理工大學”，並改停靠“羅理基／馬六甲街”。[16]

- 2022年7月11日至17日，因實施「全澳相對靜止管理」措施，本線暫停營運。[17]

- 2022年7月18日至22日，因宣佈延長“相對靜止管理”措施，本線維持上述措施。[18]

- 2022年7月23日至8月1日，為配合「防控鞏固期」，本線維持上述措施。[19]

- 2022年8月2日，「防控鞏固期」結束，本線恢復營運。[20][21][22][23]

- 2024年6月1日起，本線與原29路線合併為新29路線。[24]

## 使用車輛

### 澳巴時期（舊兩巴時期）
- 日產柴油CB12

### 維澳蓮運時期
- 宇通ZK6118HGE

### 新時代時期

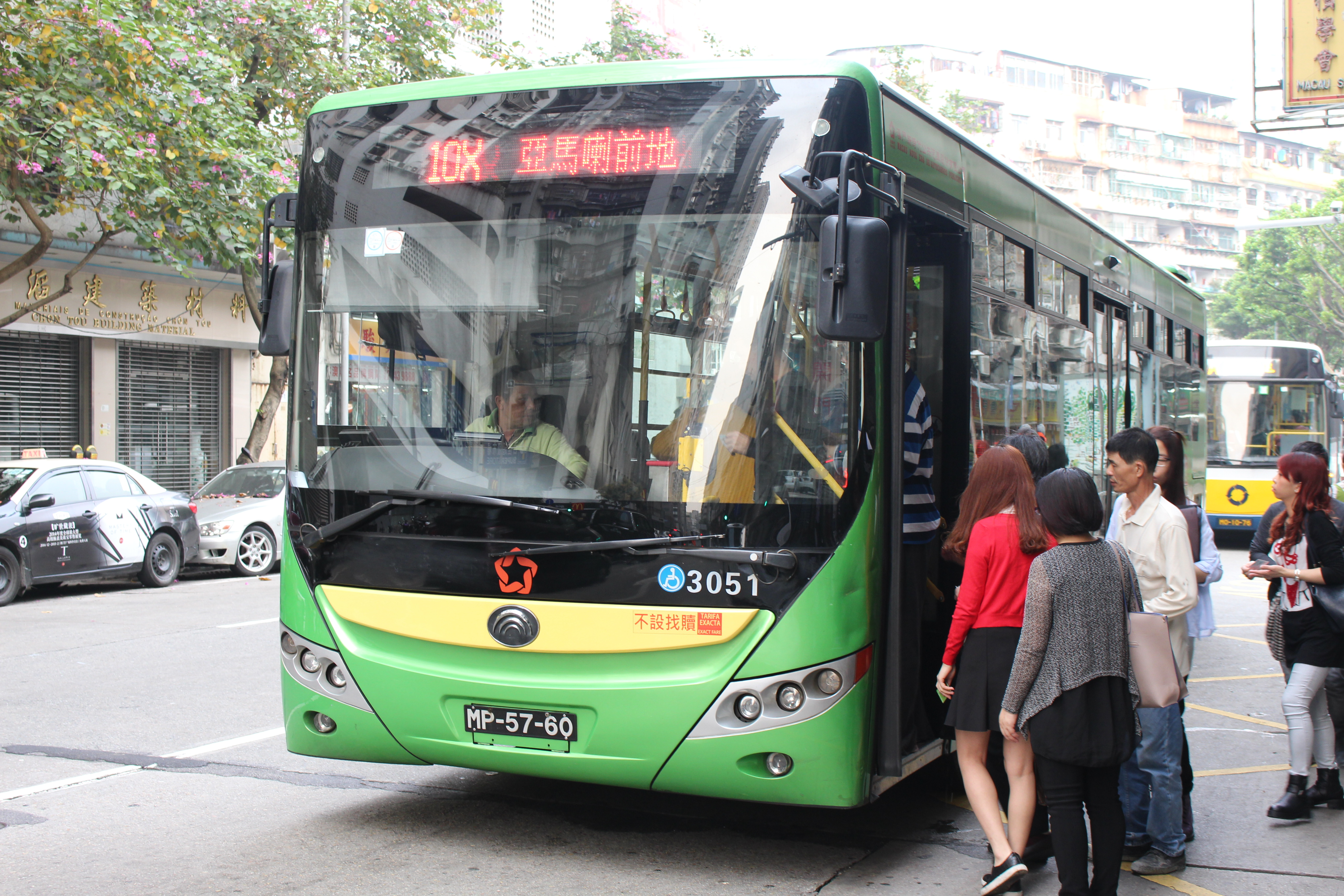
宇通ZK6118HGE
- 宇通ZK6128HGE

### 澳巴時期（新兩巴時期）
2021年6月前：
- 宇通ZK6118HGE

2021年6月後：
- 五洲龍FDG6101CNG

2022年4月30日上午時段：
- 宇通ZK6118HGE
- 宇通ZK6115HG1
- 五洲龍FDG6101CNG

2022年4月29日，2022年4月30日下午時段起：
- 宇通ZK6118HGE
- 宇通ZK6115HG1

2022年5月17日起：
- 宇通ZK6118HGE

2023年1月2日起：
- 中通LCK6113SHEVG

2024年4月1日起：
- 蘇州金龍KLQ6116GHEV

## 電牌
| 往台山方向                | 往台山方向         | 往台山方向 |
| 日期                      | 頭牌               | 圖例       |
| ------------------------- | ------------------ | ---------- |
| 2022年2月26日前           | 牧場街             |            |
| 2022年2月26日至7月        | 青洲坊             |            |
| 2022年7月至2023年6月10日  | 青洲坊（青茂口岸） |            |
| 2023年6月10日起           | 青洲坊 青茂口岸    |            |
| 往新口岸方向              |                    |            |
| 日期                      | 頭牌               | 圖例       |
| 開線至今                  | 亞馬喇前地         |            |
| 2023年起 （逢大賽車期間） | 治安警察局         |            |

## 路線資料

### 收費
| 收費類別     | 收費類別                      | 收費類別             | 費用 |
| ------------ | ----------------------------- | -------------------- | ---- |
| 現金         | 現金                          | 現金                 | $6.0 |
| 境外支付工具 | 支付寶（內地及香港）          | 支付寶（內地及香港） | $6.0 |
| 境外支付工具 | 雲閃付 非綁定澳門銀聯卡       |                      | $6.0 |
| 境外支付工具 | 微信支付（內地及香港）        |                      | $6.0 |
| 境外支付工具 | 交通聯合 非澳門發行的全國通卡 |                      | $6.0 |
| 境內支付工具 | 澳門通                        | 全民卡               | $4.0 |
| 境內支付工具 | 澳門通                        | 學生卡               | $2.0 |
| 境內支付工具 | 澳門通                        | 長者卡               | 免費 |
| 境內支付工具 | 澳門通                        | 殘疾卡               | 免費 |
| 境內支付工具 | 聚易用＋                      | 聚易用＋             | $4.0 |

### 服務時間及班距
| 服務時間                     | 星期一至六              | 星期日 （含強制性假期） |
| ---------------------------- | ----------------------- | ----------------------- |
| 青洲坊總站                   | 07:00-10:00 15:00-20:00 | 停駛                    |
| 班距                         | 8-12分鐘                | 停駛                    |
| 懸掛8號風球後1小時開出尾班車 |                         |                         |

### 路線停站
| 10X  | 青洲坊 ↺ 亞馬喇前地 | 青洲坊 ↺ 亞馬喇前地    | 青洲坊 ↺ 亞馬喇前地  |
| 序號 | 循環線              | 循環線                 | 循環線               |
| 序號 | 站號                | 站名                   | 出入境口岸           |
| 1    | M20/5               | 青洲坊總站             | 青茂口岸澳門邊檢大樓 |
| 2    | M4/1                | 鄭觀應公立學校         |                      |
| 3    | M281                | 祐漢第一街             |                      |
| 4    | M29                 | 慕拉士馬路             |                      |
| 5    | M36/2               | 慕拉士巷               |                      |
| 6    | M48                 | 慕拉士／飛通大廈       |                      |
| 7    | M52                 | 漁翁街／勞工事務局     |                      |
| 8    | M239/2              | 外港碼頭               | 外港客運碼頭         |
| 9    | M254/2              | 友誼馬路／行車天橋     |                      |
| 10   | M241                | 金蓮花廣場             |                      |
| 11   | M71                 | 廈門街／澳門理工大學   |                      |
| 12   | M155                | 東方拱門               |                      |
| 13   | M157/2              | 治安警察局             |                      |
| 14   | M172/9              | 亞馬喇前地             |                      |
| 15   | M160/1              | 十月一號前地           |                      |
| 16   | M161                | 高美士／利澳           |                      |
| 17   | M70                 | 澳門理工大學           |                      |
| 18   | M118/2              | 高美士／馬六甲街停車場 |                      |
| 19   | M62/1               | 回力                   |                      |
| 20   | M53                 | 水塘北角／勞工事務局   |                      |
| 21   | M35/2               | 慕拉士馬路／望善樓     |                      |
| 22   | M28/1               | 黑沙環馬路             |                      |
| 23   | M8/2                | 巴波沙大馬路           |                      |
| 24   | M18/10              | 牧場街總站             |                      |
| 25   | M20/5               | 青洲坊總站             | 青茂口岸澳門邊檢大樓 |

### 賽車期間路線停站
| 10X  | 青洲坊 ↺ 東方拱門 | 青洲坊 ↺ 東方拱門      |
| 序號 | 循環線            | 循環線                 |
| 序號 | 站號              | 站名                   |
| 1    | M20               | 青洲坊總站             |
| 2    | M4                | 鄭觀應公立學校         |
| 3    | M281              | 祐漢第一街             |
| 4    | M29               | 慕拉士馬路             |
| 5    | M46               | 鮑思高球場             |
| 6    |                   | 綜藝館臨時站           |
| 7    | M71               | 廈門街／澳門理工大學   |
| 8    | M155              | 東方拱門               |
| 9    | M157              | 治安警察局             |
| 10   | M158              | 北京街／假日酒店       |
| 11   | M161              | 高美士／利澳           |
| 12   | M70               | 澳門理工大學           |
| 13   | M118              | 高美士／馬六甲街停車場 |
| 14   | M39               | 澳廣視                 |
| 15   | M28               | 黑沙環馬路             |
| 16   | M8                | 巴波沙大馬路           |
| 17   | M18               | 牧場街總站             |
| 18   | M20               | 青洲坊總站             |

## 曾計劃增設回程服務
- 新時代營運本線後，曾在2016年7月1日在澳門日報上發表新聞稿表示，已向交通事務局申請計劃增設本線返程服務，即由單程線改為雙向線。但後來被交通事務局否決。[25]
- 2021年1月4日起，本線增設返程服務。到達亞馬喇前地後，以循環形式行駛返回牧場街總站。2022年2月26日起本線總站由牧場街總站調整至青洲坊總站。

## 批評
- 2008年12月起，澳巴車齡達20年的數部巴士先後行駛於本線，此批車因在2006年澳巴旗下巴士在9天內接連發生多次重大交通事故，當時被政府要求停駛。事後澳巴被指違反諾言，重新起用安全水平成疑的舊巴士。

- 維澳蓮運接手本線時，因人手不足，本線曾一度暫停行駛。[26]

## 圖片集

### 新時代時期
- 宇通ZK6118HGE

### 澳巴時期

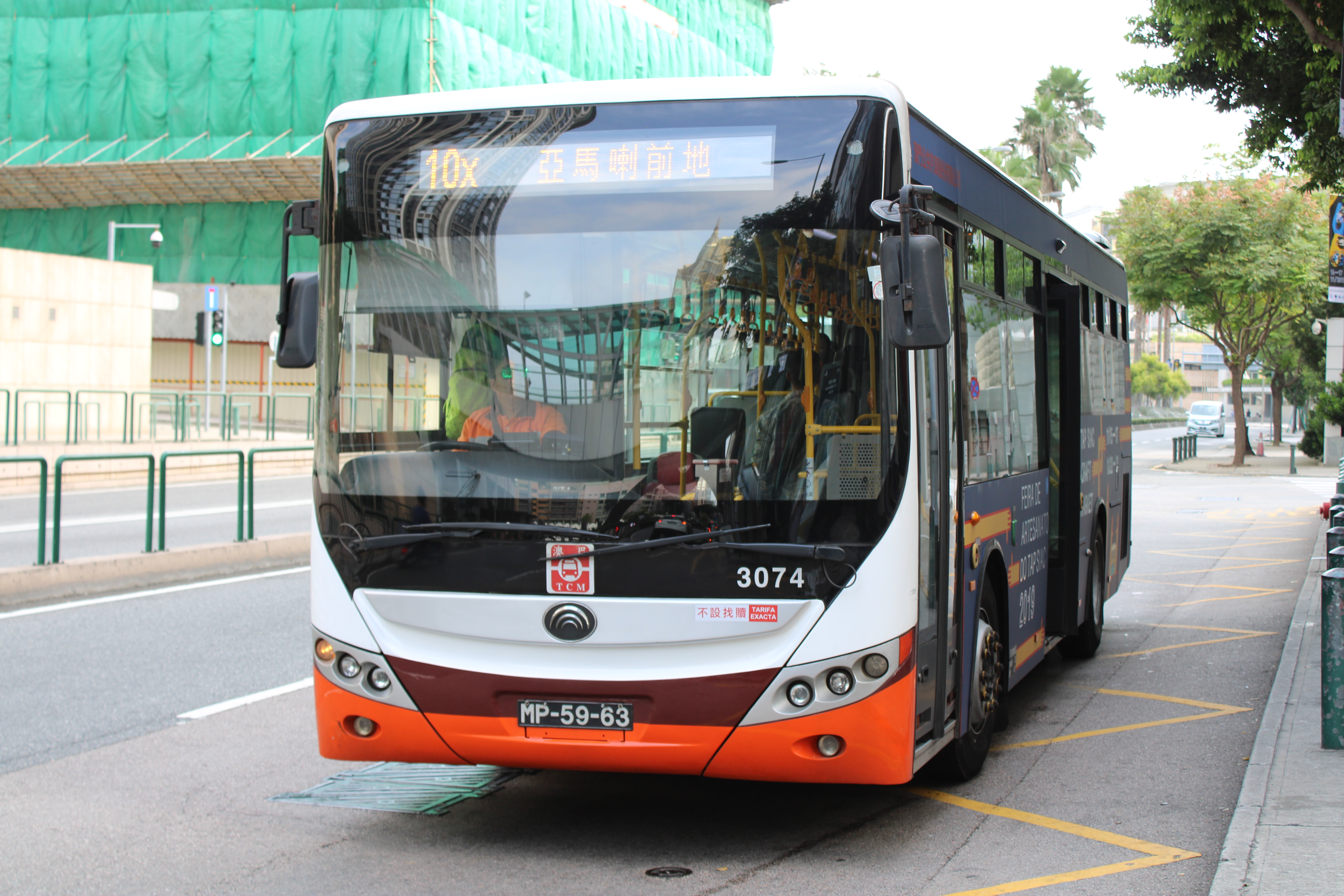
宇通ZK6118HGE
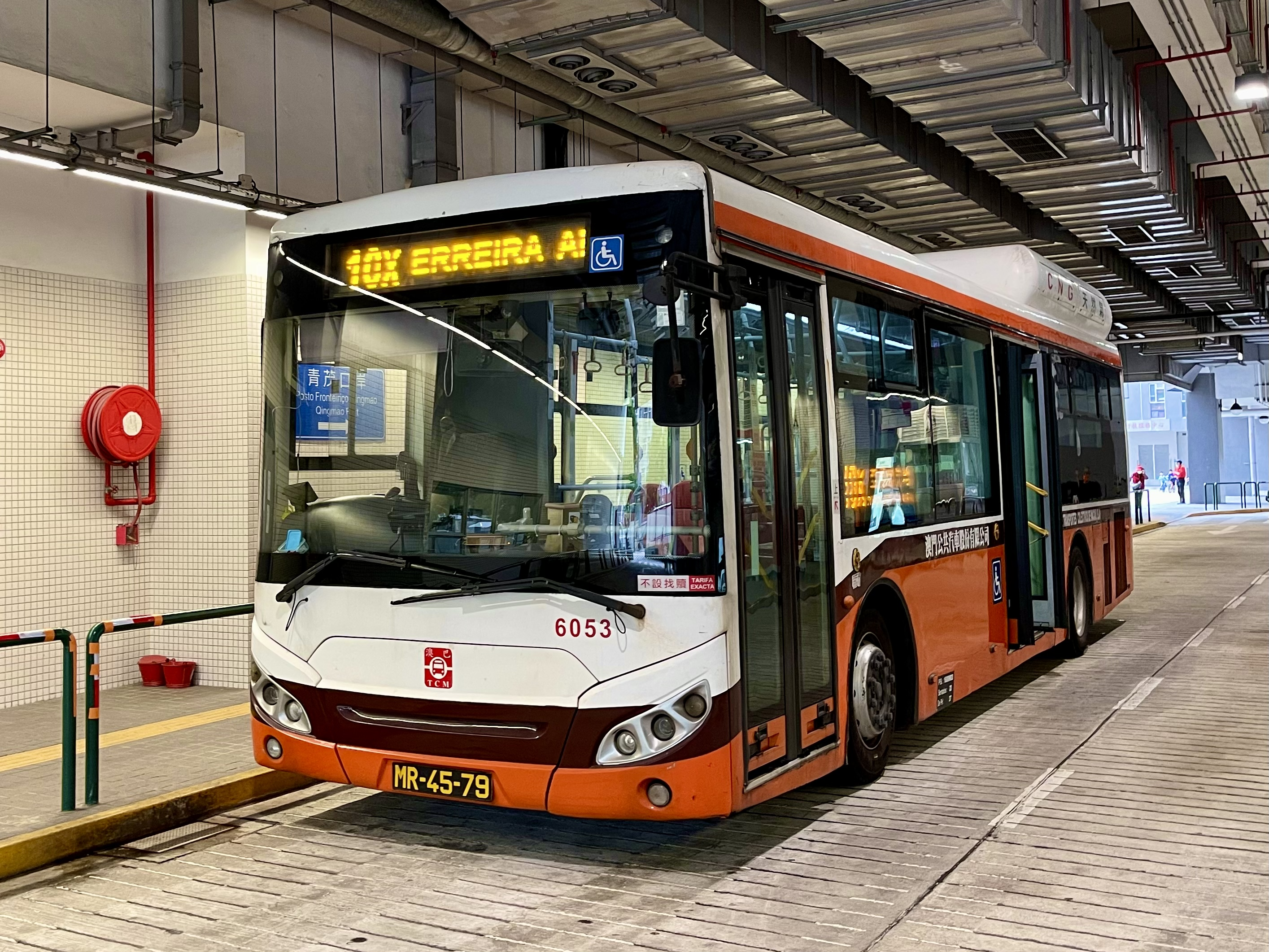
五洲龍FDG6101CNG
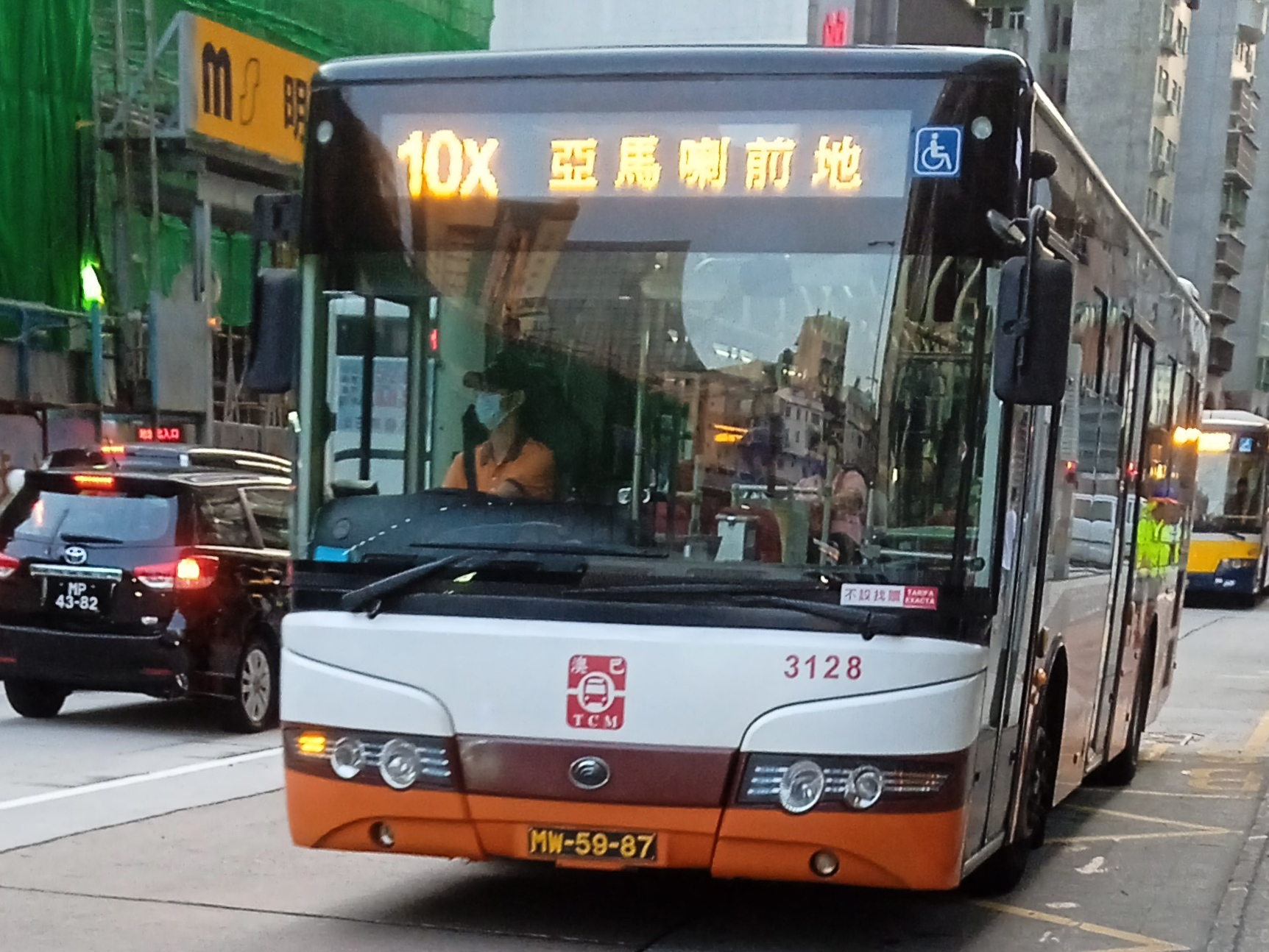
宇通ZK6115HG1
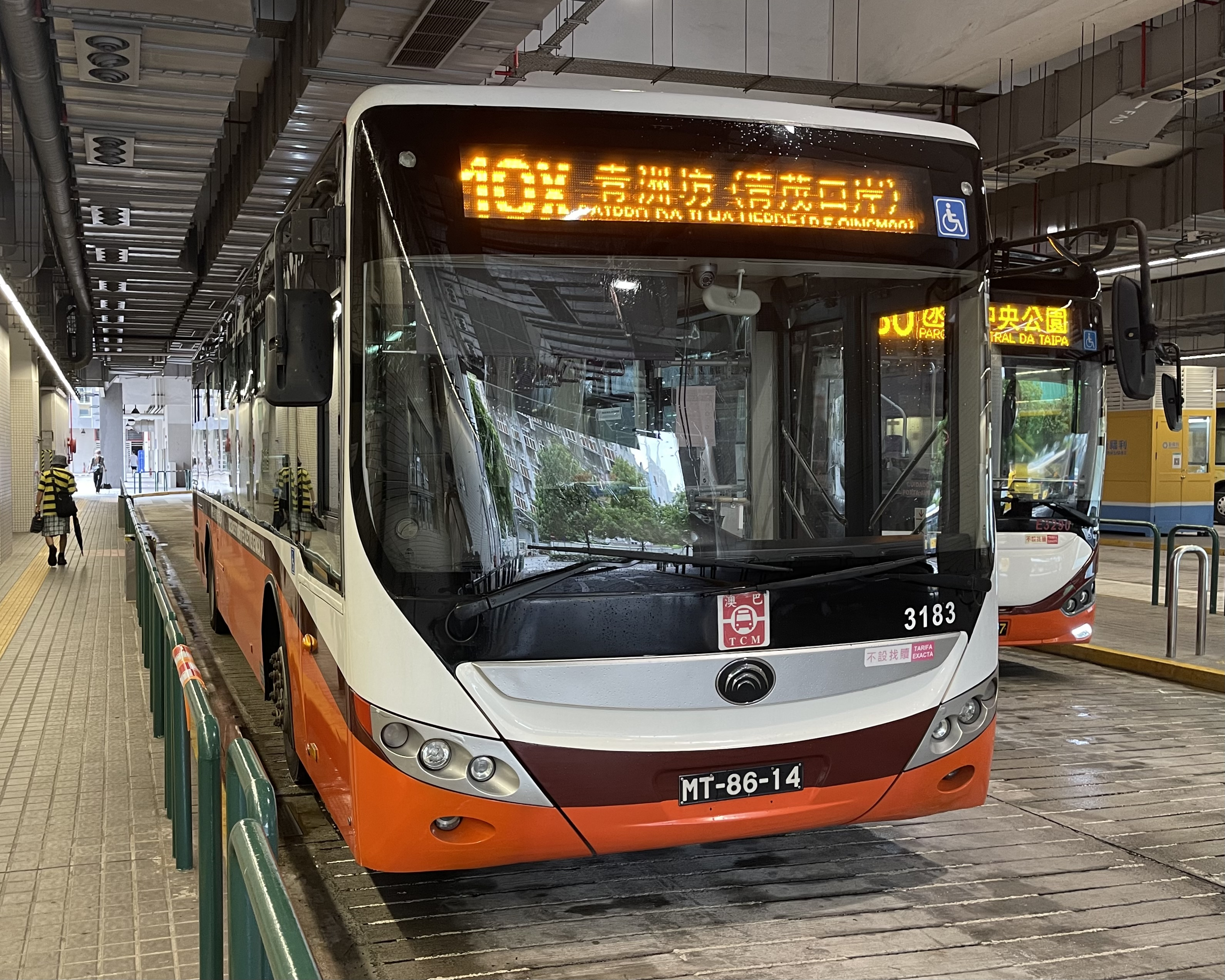
宇通ZK6118HGE
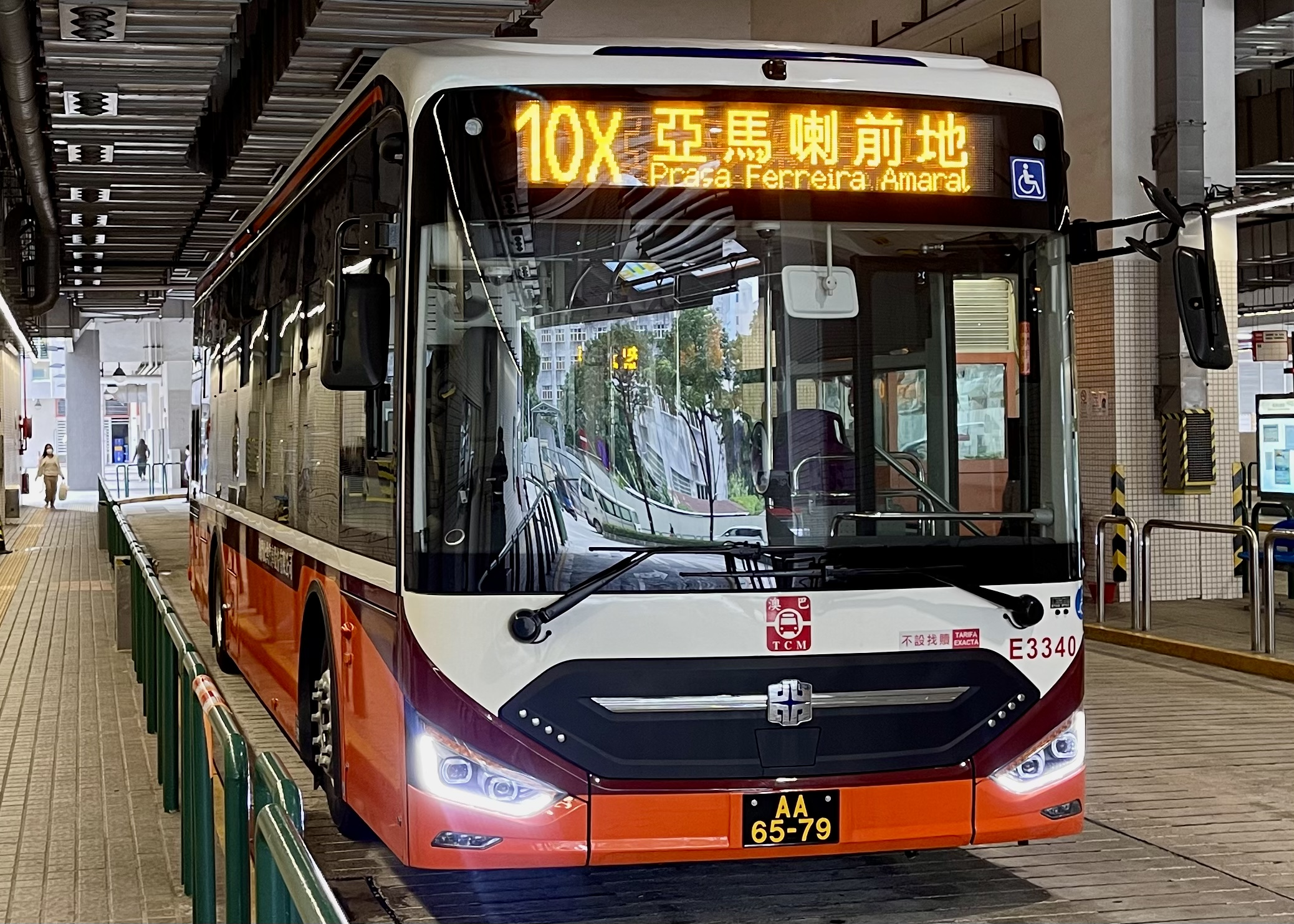
中通LCK6113SHEVG
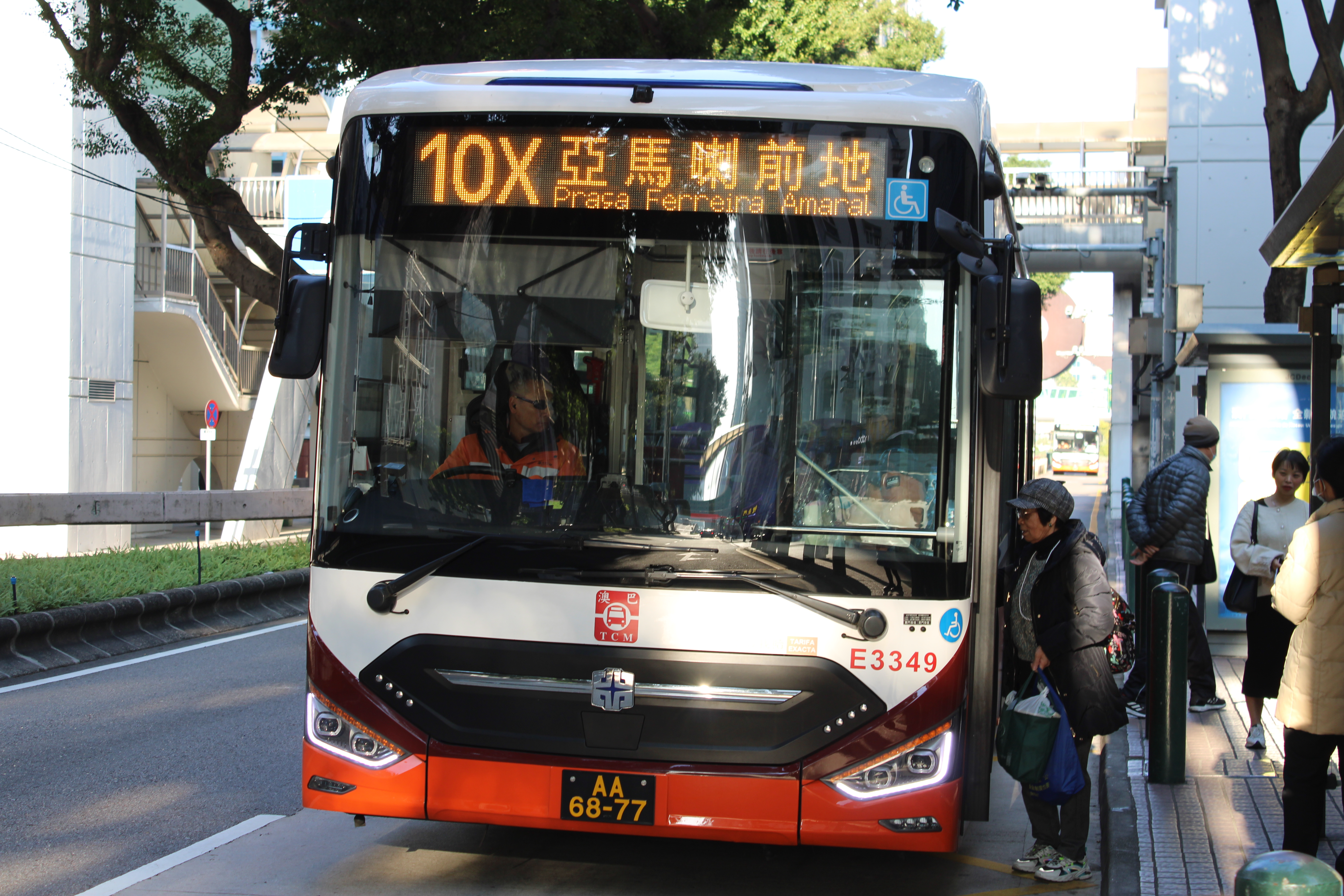
中通LCK6113SHEVG
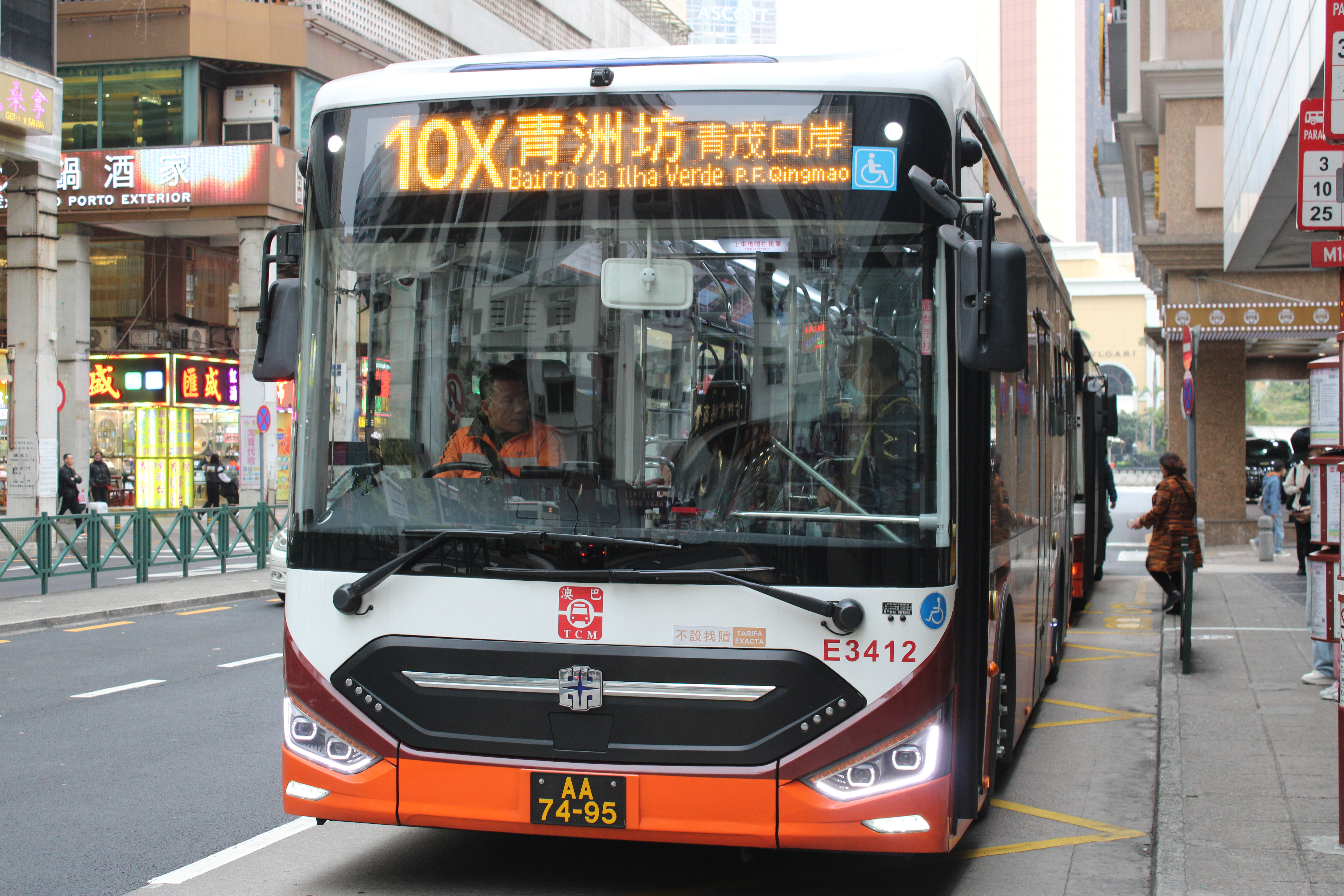
中通LCK6113SHEVG
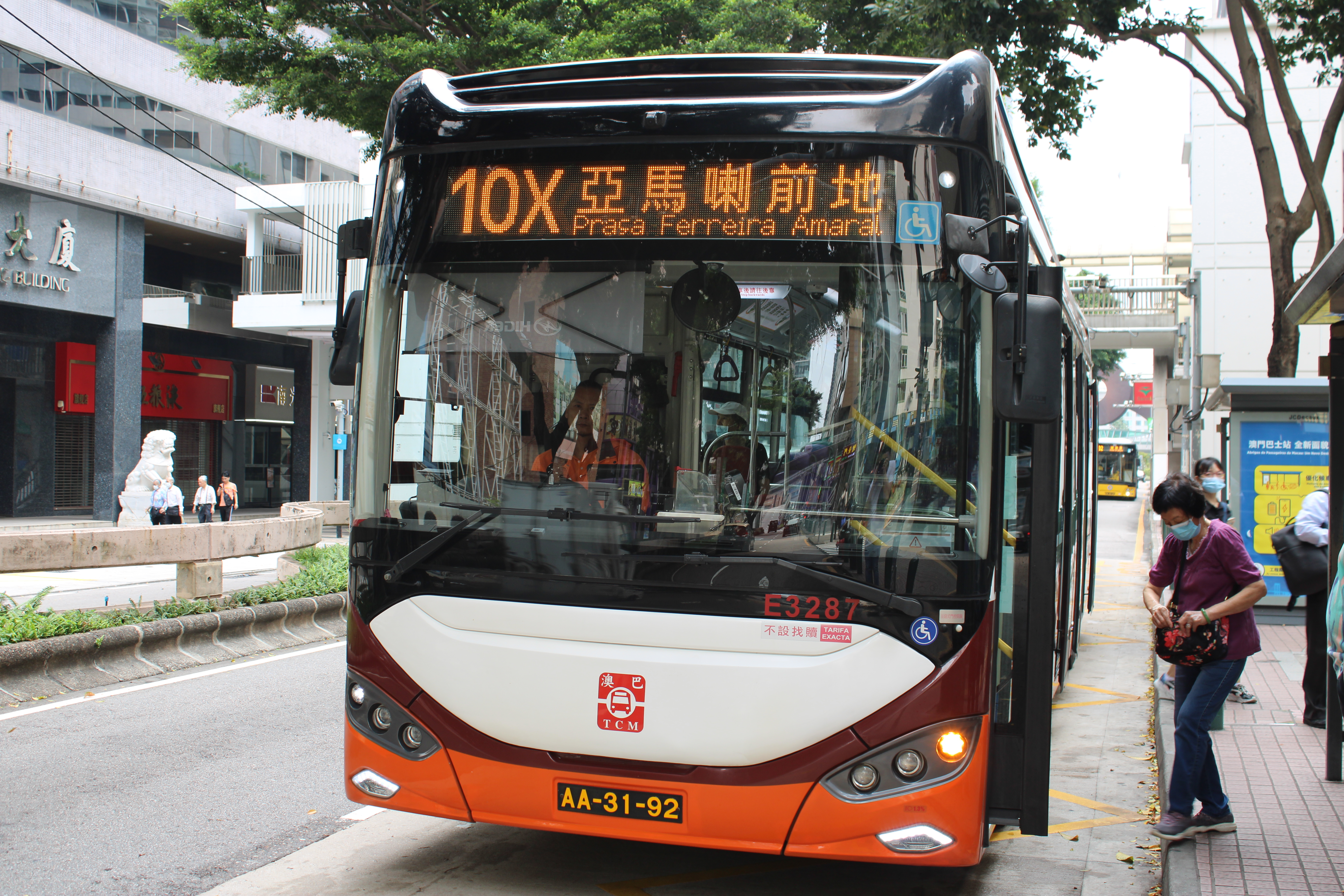
蘇州金龍KLQ6116GHEV
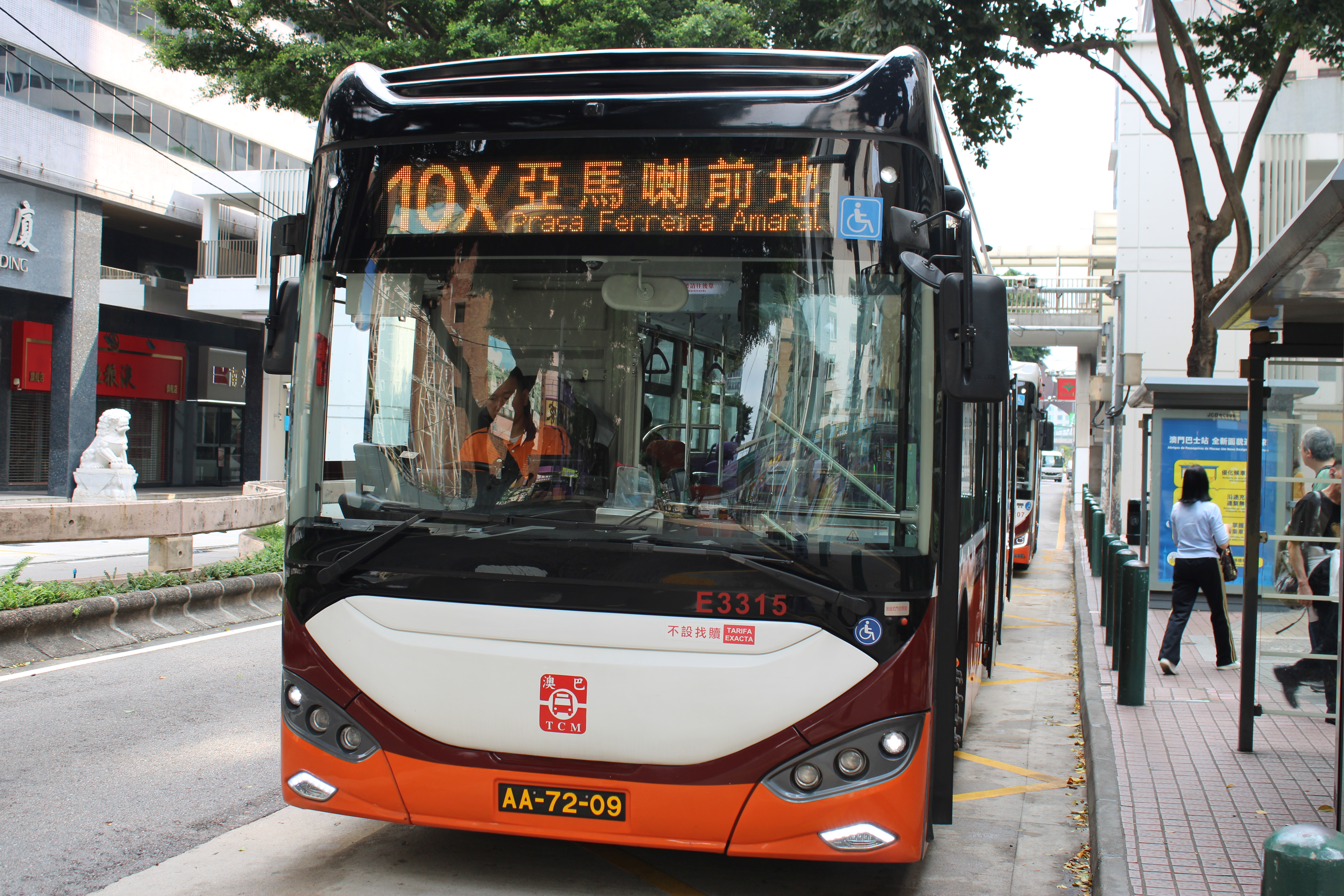
蘇州金龍KLQ6116GHEV
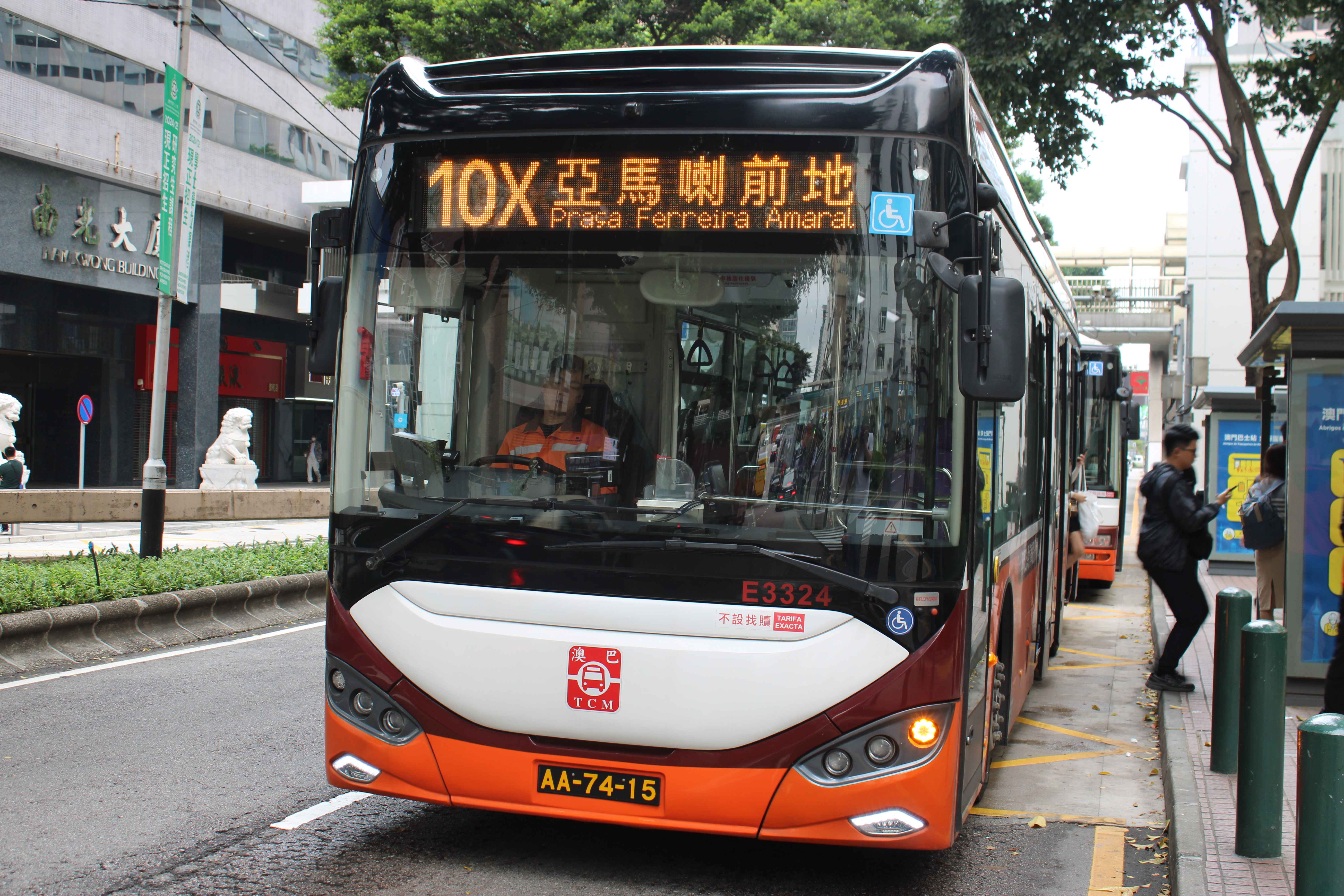
蘇州金龍KLQ6116GHEV

## 外部連結
- 澳門公共汽車股份有限公司（官方網站） （页面存档备份，存于）